# Tierra de reyes
Tierra de reyes est une telenovela américaine en 160 épisodes de 45 minutes diffusée entre le 2 décembre 2014 et le 27 juillet 2015 sur Telemundo.
Elle a été diffusée en France sur le réseau Outre-Mer 1re, sur Novelas TV en 2016 et rediffusée entre le 30 octobre 2017 et le 8 juin 2018 et sur France Ô en 2017, sous le titre de Terre de passions. Elle a également été diffusée en Afrique sur la chaîne câblée Idéal TV.

## Synopsis
Houston, Texas. Alma Gallardo a une liaison avec Ignacio del Junco, un homme beaucoup plus âgé qu’elle qui disparaît dans des circonstances mystérieuses.
Quand le corps de la jeune et belle Alma est retrouvé dans une rivière, ses frères Arturo, Samuel et Flavio tiennent la famille de son amant pour responsable. Ils sont en effet convaincus que leur sœur, enceinte, n’aurait jamais fait le choix de se suicider.
Changeant leur nom pour masquer leurs identité, ils se font embaucher comme ouvriers au sein du ranch del Junco pour se rapprocher de leurs ennemis. Ignacio ayant emporté dans sa tombe les secrets de sa relation avec Alma, les frères Gallardo mettent en œuvre leur vengeance contre la veuve de ce-dernier, Cayetana Belmonte del Junco, ainsi que ses trois filles.
Leur désir de vengeance et de justice prend une toute nouvelle tournure lorsque Arturo, Flavio et Samuel tombent sous le charme de Sofía, Irina et Andrea del Junco. Terre de passions relate la quête de vengeance des frères Gallardo, des hommes humbles et courageux, contre la très riche et puissante famille del Junco.

## Distribution
- Aarón Díaz : Arturo Rey Gallardo León
- Ana Lorena Sánchez : Sofía Gallardo de Del Junco Belmonte
- Gonzalo García Vivanco : Flavio Rey Gallardo León
- Kimberly Dos Ramos : Irina Gallardo de Del Junco Belmonte
- Christian de la Campa : Samuel Rey Gallardo León
- Scarlet Gruber : Andrea Gallardo de Del Junco Belmonte
- Sonya Smith : Cayetana Belmonte de Del Junco
- Fabián Ríos : Leonardo Montalvo †
- Daniela Navarro : Patricia Rubio/ Patricia Rubio de Matamoros
- Omar Germenos (es) : Emilio Valverde †
- Guillermo Quintanilla (es) : José Antonio Gallardo
- Adriana Lavat : Soledad Flores
- Eduardo Victoria (es) : Capitaine Nestor Fernández
- Joaquín Garrido (es) : Don Felippe Belmonte
- Cynthia Olavarría : Isadora Valverde †
- Isabella Castillo : Alma Gallardo León † / Verónica Saldivar
- Diana Quijano (es) : Beatriz Alcázar de la Fuente Gallardo †
- Ricardo Kleinbaum : Ulises Matamoros †
- Dad Dáger (es) : Miranda Saldívar
- Alberich Bormann (hu) : Darío Luján
- Roberto Plantier (es) : Horacio Luján
- Gabriel Rossi : Pablo Martínez
- Ricardo Chávez (es) : Ignacio Del Junco †
- Gloria Mayo (es) : Juana Ramírez
- Jose Ramón Blanch : Roger Molina †
- Francisco Porras : Eleazar Jurado
- Fabián Pizzorno (es) : Octavio Saldívar †
- Jessica Cerezo : Brigitte Losada †
- Viviana Lisbeth Ramos : Grace Varela
- Sol Rodríguez : Lucía Crespo Ramírez †
- Kary Musa : Candella Ríos
- Omar Nassar : Edward J. Fox
- Julio Ocampo (es) : Tomas Crespo Ramírez
- Orlando Miguel (es) : Jack Malkovich / Vicente Muñoz
- Fernando Pacanins : John Nicholson / Carlos Acosta †
- Virginia Loreto : Nieves Blanco
- Giovanna del Portillo : Rocío Méndez
- Carmen Olivares : Matilde García
- Rodrigo Aragón : Inspecteur Mauricio Cabrera
- Bárbara Garofalo : Linda Valverde
- Federico Diaz : Gregorio Jiménez
- Cecilia Melman : Teresa León de Gallardo †
- Marisa del Portillo : Julia Montenegro de Valverde
- Karolina Pulgar : Inés Perdomo
- Ernesto Faxas : Ruíz
- Pablo Quaglia : Bianchini
- Macarena Oz : Andrea del Junco Belmonte (enfant)
- Ana Sofía : Irina del Junco Belmonte (enfant)
- Joanna Hernández : Sofía del Junco Belmonte (enfant)

## Épisodes
1. Le Capitaine Nestor trouve le corps sans vie d'Alma Gallardo…
2. Les Frères Gallardo arrivent au Del Junco Ranch
3. Sofia prête à tout pour découvrir la vérité
4. Samuel passe une nuit torride
5. Sofia décide d'affronter Arturo
6. Sofia ne vit plus que pour Arturo
7. Mystères autour d'Ignacio
8. Sofia révèle un secret à Soledad
9. Candela se sent soupçonnée
10. Arturo et Leonardo s'affrontent
11. Arturo révolté par le comportement de Leonardo
12. Cayetana surprend Soledad en flagrant délit
13. Cayetana menace Leonardo
14. Leonardo menace Sofia
15. Leonardo va-t-il réaliser son funeste plan ?
16. Arturo se déclare amoureux
17. Cayetana reçoit une mise en garde
18. Sofia va-t-elle appeler la police ?
19. Rita, Grace et Brigitte sont arrêtées
20. Arturo se confie à Sofia
21. Sofia découvre qu'elle a été dupée
22. Cayetana repousse Emilio
23. Samuel en danger
24. La Visite d'Isadora
25. Sofia se fait droguer !
26. Irina s'engage officiellement
27. Samuel révèle son secret
28. Soledad est frappée par la ressemblance entre Alma et Veronica
29. Soledad a-t-elle menti ?
30. Leonardo enquête sur le vol de matériel
31. Irina prend la défense de Pablo
32. Patricia se sent abandonnée
33. Andrea découvre avec qui Samuel vit
34. Leonardo prêt à tout pour reconquérir la femme de sa vie
35. Sofia est enceinte
36. Arturo reçoit la visite de Sofia
37. Sofia et Arturo préparent une potion !
38. Arturo et Samuel révèlent pourquoi ils ont menti sur leur identité
39. Veronica voit, en rêve, Flavio et Irina morts
40. Qui devait-être enlevé ?
41. Opération sauvetage d'Irina et de Flavio
42. Merci Flavio
43. Irina ne sait plus quoi penser
44. La Ruse d'Andrea
45. La Demande en mariage d'Ulises
46. Le Père de Veronica
47. Les Frères Gallardo se confessent
48. Don Felipe prévient Cayetana
49. Sofia fait face à sa famille
50. La Demande de Beatriz
51. Sofia est embauchée
52. Le Mariage d'Irina
53. Irina s'est enfuie
54. Sofia se confie au capitaine
55. Flavio et Irina vont vivre ensemble
56. Sofia questionne Arturo à propos d'Alma
57. Sofia reçoit une visite inattendue…
58. Irina doute…
59. Samuel commence à travailler pour Beatriz
60. Flavio est embauché par Dario
61. Andrea embrasse…
62. Pablo encourage Andrea
63. Leonardo embrasse…
64. Cayetana découvre l'identité des frères Gallardo
65. Cayetana jure de se venger
66. Les Frères Gallardo sont arrêtés
67. Les Frères Gallardo vont en prison
68. Sofia rend visite à Arturo
69. Veronica et Pablo vivent leur passion
70. Veronica fait une promesse à Pablo
71. Sofia plus décidée que jamais
72. Le Malheur de Juana
73. La Demande de Beatriz à Samuel
74. Flavio veut se battre pour Irina
75. Les Sœurs Del Junco font des hypothèses
76. Isadora embrasse…
77. Leonardo veut séduire Cayetana
78. Sofia ne se sent pas bien
79. Samuel en danger
80. Le Mariage de Samuel et Beatriz
81. Irina et Flavio s'embrassent
82. Irina tend un piège à Flavio
83. La Réconciliation d'Irina et Flavio
84. Arturo déclare son amour
85. Arturo et Sofia vont être parents
86. Sofia et Isadora ont une discussion
87. Leonardo et Cayetana sont très proches
88. Arturo et Isadora sont séquestrés
89. Flavio et Irina vont-ils se dire oui ?
90. Irina est troublée
91. Sofia veut partir en Europe
92. Leonardo tente de s'expliquer
93. Samuel est dévasté
94. Samuel est accusé
95. Samuel disperse les cendres de Beatriz
96. Leonardo a une liaison secrète
97. Patricia se confie à Samuel
98. Patricia et Ulises ont une discussion
99. Arturo tombe sur son fils
100. Don Felipe a bougé…
101. Un heureux retour
102. Andrea a un accident
103. Samuel et Andrea se rencontrent à une soirée
104. Flavio a une idée derrière la tête
105. Sofia a besoin de temps
106. Arturo fait sa demande à…
107. Andrea reçoit un cadeau
108. Ça dégénère entre Arturo et Leonardo
109. Cayetana veut assister au baptême
110. Le Baptême du petit Arturo
111. Irina provoque Flavio
112. Andrea à la rescousse de Samuel
113. Andrea la courageuse
114. Veronica connait la vérité
115. Le Piège d'Isadora
116. Andrea demande pardon à Samuel
117. Une sérénade pour Sofia
118. Arturo et Sofia en danger
119. Andrea a besoin d'aide
120. Leonardo fait une promesse
121. Arturo se fait kidnapper
122. Arturo découvre qui le séquestre
123. Isadora torture Arturo
124. Arturo fait une proposition à Isadora
125. Arturo séduit Isadora…
126. Veronica s'obstine à chercher Arturo
127. Arturo et Veronica sont piégés
128. Soledad est accablée
129. Sofia ne veut pas abandonner
130. Miranda veut dire la vérité
131. Arturo a une crise cardiaque
132. Cayetana surprend Andrea
133. Cayetana fait une annonce
134. Andrea est prête à quitter Samuel
135. Arturo fait une révélation à Veronica
136. Patricia est effondrée
137. Les Frères Gallardo se confessent à Veronica
138. Irina apprend qu'elle est…
139. Samuel fait sa demande à Andrea
140. Le Prisonnier d'Emilio Valverde
141. Le Mariage de Cayetana et Leonardo
142. Rocio est mal à l'aise
143. Veronica accepte enfin Soledad
144. Jose Antonio Gallardo s'échappe
145. Rocio se confie à Nieves
146. Cayetana évince Andrea
147. Pablo et Veronica se réconcilient
148. Irina annonce enfin la nouvelle
149. Jose Antonio Gallardo rencontre ses fils
150. Veronica rencontre son père
151. Sofia décide de quitter le ranch Del Junco
152. Isadora terrorise l'hôpital
153. Arturo attend Sofia devant l'autel
154. Le Mariage d'Arturo et Sofia
155. Leonardo est fou de rage
156. Irina fait ses adieux au ranch
157. Cayetana est menacée de mort
158. Cayetana regrette…
159. Arturo va au secours de Cayetana
160. La Lutte finale

## Personnages

### Personnages principaux
Arturo Rey Gallardo León
Aîné des frères Gallardo, leader et protecteur du clan. Il a 30 ans.C’est un homme courageux et chevaleresque, mais qui aimerait mener une vie paisible. Après la mort de sa sœur Alma, il décide de se venger de la famille Del Junco, qu'il tient pour responsable. Son désir de justice et de vengeance se fait cependant surpasser par les sentiments qu'il éprouve pour Sofía Del Junco.
Sofía Del Junco
Fille de Cayetana et Ignacio, aînée des sœurs Del Junco. Sofía est à la fois fragile et rebelle. Elle a 24 ans. Elle a subi une agression qui l'a marquée et traumatisée à tout jamais. Tourmentée par son traître et lâche de mari Leonardo, sa vie est sur le point de prendre un tout autre tournant lorsqu'elle se rend compte qu'elle est amoureuse d'Arturo.
Flavio Rey Gallardo León
Deuxième chez les frères Gallardo. Il est à la fois généreux et inconstant, déterminé et incontrôlable, charmeur et arrogant. Il a 28 ans. Un rebelle empreint de machisme, mais aussi un cynique au grand cœur. Pour lui, la vie est une aventure, les femmes sont un droit, l’ambition, une vertu. Malgré les difficultés, il ne renonce pas à son destin car il a l’esprit tenace. Cependant, un obstacle va ce dresser sur son chemin : la sensualité langoureuse d’Irina Del Junco.
Irina Del Junco
Farouchement indépendante et déterminée à vivre pleinement sa vie, Irina ne paraît en rien aux autres membres de sa famille. C'est une jeune fille de 20 ans désinvolte et insouciante qui adore s'amuser. Bien qu'elle soit d'une beauté plantureuse et désirée de tous, la benjamine des sœurs Del Junco n'est cependant jamais tombée amoureuse. C'est de façon plutôt inattendue et inconcevable que l'amour se présente à elle, sous les traits de Flavio Gallardo. Irina fait preuve d’une imprudence qui défie toutes les règles, au point d’exaspérer celui dont le charme la fait succomber éternellement.
Samuel Rey Gallardo León
26 ans, est le benjamin des frères Gallardo. Bien qu’inexpérimenté, c’est un jeune homme charmant, implacable et audacieux, quoique naïf et réservé. Samuel est amoureux de Patricia Rubio, mais leur relation est vouée à l'échec. La vie mettra sur sa route Beatriz Alcázar, qui sera quelqu'un d'important pour lui. Mais il ignore encore qu’il est sur le point de tomber dans un piège tendu par un cœur indomptable, celui d’Andrea Del Junco. Samuel vivra une transformation qui ne laissera aucune trace de l’homme qu’il était auparavant.
Andrea Del Junco
Cadette des sœurs Del Junco. 22 ans, hautaine et perfectionniste, Andrea est tout simplement froide et cruelle, caractère qu'elle a hérité de sa mère.
Elle affirme son autorité le cœur dur et solitaire. Sa volonté de fer lui permet toujours de parvenir à ses fins, mais à quel prix... La plus grande ironie de sa vie se présente sous les traits de Samuel Gallardo, un adversaire qu'elle hait tout en ne pouvant nier l'attirance qu'elle ressent pour lui.
Craignant de décevoir sa mère, elle est condamnée à enterrer ses véritables sentiments au plus profond d'elle-même.
Cayetana Belmonte Del Junco
Elle est la matriarche indomptable de la famille Del Junco. Après avoir donné naissance à Sofia, Irina et Andrea, Cayetana a tenté de façonner ses filles à son image, sans y parvenir, du moins, pas tout à fait. Outrepassant le devoir, l’amour, la justice et la morale, c’est une femme à la fois sans scrupules, redoutable, rusée et froide. Croiser son chemin peut s’avérer fatal, mais sa furie destructrice qui ne laisse rien sur son passage aura raison de ce qui lui est cher. Elle tombera finalement amoureuse du Lieutenant Fernandez.
Leonardo Montalvo
Il est marié à Sofia Del Junco par intérêt, et va ensuite épouser sa mère, Cayetana pour les mêmes raisons. Violent, antipathique, égoïste, arriviste et profiteur, c'est l'un des principaux antagonistes de l'histoire.
Alma Reina Gallardo León  / Verónica Saldívar
Et la cadette de la famille Gallardo, Alma qui est morte de façon tragique sous les mains sales de Leonardo. Sa sœur, Verónica est tombée amoureuse de Pablo Martinez, un employé de la famille Del Junco. Elle est la fille de Soledad Flores et de José Antonio Gallardo, ce qui fait d'elle la demi-sœur des frères Gallardo.

### Personnages secondaires
Dario & Horacio Lujan
Les neveux de Miranda ne s’entendent pas bien. Dario lui est le meilleur ami et l'ex fiancé d'Irina quant à Horacio, il est l'ex d'Andrea.
Isadora & Emilio Valverde
Les Valverdes sont des trafiquant d'armes et des alliés de Leonardo.
Beatriz Alcazar
Elle est la directrice d'une banque et a conquis le cœur de Samuel en lui léguant une fortune colossale.
Ulises & Patricia
Ce sont des gens de la nuit. Ulises est obsédé par Patricia, l’amour interdit de Samuel.
Jack Malkovich & John Nicholson
Ce sont les tueurs à gages d’Emilio Valverde et d'Ulises.
Soledad & Pablo
Ils sont les employés les plus proche de maison au ranch des Del Junco.
Miranda & Octavio
Propriétaires de la maison d’édition Saldívar, ce sont des amis proches de Cayetana.
Don Felipe Belmonte
Il est le père de Cayetana et croque la vie à pleines dents comme sa petite fille Irina. il aime bien chercher Leonardo et le provoquer.
Capitaine Nestor Fernandez
Il est chef des opérations spéciales de la police. Il est l'ami des Gallardo et tombe amoureux de Cayetana.
Ignacio Del Junco
Il est le père des sœurs Del Junco et le défunt époux de Cayetana. Il meurt dans un crash d'avion planifier par Leonardo Montalvo.

## Diffusion
- Telemundo (2014-2015)
- Telemundo Porto Rico
- Caracol Televisión
- ATV
- Chilevisión
- Televen
- TVN
- Telesistema 11
- Nova
- SNT
- TV Tokyo Aichi Television Broadcasting TV Asahi Tokyo Broadcasting System Tokyo Metropolitan Television Broadcasting Corporation TV Osaka TV Kanagawa Fuji Television Pony Canyon
- Telefe
- TCS Canal 4
- Chilevisión
- Gala TV
- France Réseau Outre-Mer 1re, Novelas TV, 6play, France Ô
- Monde Arabe : Shahidplus.net Janvier 2017
- TV5 ABS-CBN (chaîne de télévision) (2020-2021)

## Autres versions
- Las aguas mansas (Canal Uno, 1994-1995)
- Pasión de Gavilanes (Telemundo/Caracol Televisión, 2003-2004)
- Gavilanes (Antena 3, 2010)
- Fuego en la sangre (Televisa, 2008)
- Pasión de Amor (ABS-CBN, 2015-2016)

### Sources
- (es) Cet article est partiellement ou en totalité issu de l’article de Wikipédia en espagnol intitulé « Tierra de reyes » (voir la liste des auteurs).